# Costabile Gentilcore
Costabile Gentilcore (Tresino, 1069/1070 – Cava de' Tirreni, 17 febbraio 1124) è ricordato come IV abate della Badia di Cava ed è venerato come santo dalla Chiesa cattolica.

## Biografia
Secondo la tradizione era lucano e nacque da umile famiglia a Tresino, frazione di Castellabate, nel Cilento tra il 1069 e il 1070. Ancora adolescente entrò nel monastero benedettino della SS. Trinità di Cava e la sua educazione e formazione spirituale fu affidata a san Leone. Dal gennaio del 1119 con il titolo di Abbas constitutus affiancò, nella guida dell'abbazia di Cava, san Pietro Pappacarbone che, nell'ottobre del 1122, gli consegnò il pastorale nominandolo suo successore. 

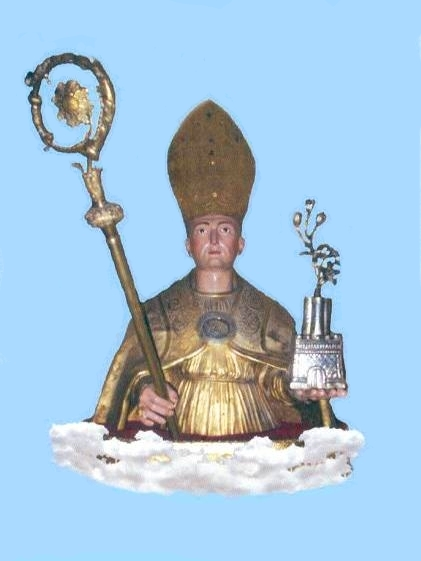
Busto di San Costabile in Castellabate

Il governo abbaziale fu breve per Costabile che non poté fare molte cose. Ma con l'autorizzazione del duca Guglielmo, il 10 ottobre 1123 diede inizio nel Cilento alla costruzione del castello dell'Angelo detto Castrum Abatis poi Castellabate per la difesa delle popolazioni locali dalle incursioni dei saraceni africani che, nel 1113, avevano devastato e depredato il territorio cilentano. Dopo la sua morte, i lavori di fortificazione furono continuati dal suo successore, il beato benedettino Simeone.
Costabile durante il suo breve periodo abbaziale, di carattere mite ed umile, preferì guidare i suoi monaci con l'esempio e la dolcezza, tanto che gli fu attribuito l'affettuoso titolo di operimentum fratruum e quando morì, era già oggetto di culto popolare sulla base dei miracoli che gli furono attribuiti.
Nonostante ciò il suo successore, l'abate Simeone, non fece seppellire in chiesa il corpo di Costabile, dando credito ad alcune dicerie sul santo abate, secondo cui egli prima di morire non aveva comunicato ai confratelli il luogo dove aveva nascosto una somma considerevole accumulata con la carità.
Successivamente la salma di Costabile fu traslata dinanzi alla grotta di Sant'Alferio, quando all'abate Simeone fu riferita l'avventura del monaco Giovanni, nocchiere della nave del monastero, in pericolo di affondare nel canale di Sicilia. Spossato dalla stanchezza, il monaco Giovanni si era addormentato quando gli comparve in sogno Costabile che avvisandolo dell'imminente pericolo gli disse "Ego navem eripio et monasterium meum custodire non cesso"   in cui annuncia l’imperitura protezione alle navi ed al suo monastero .
Nel 1648 il sepolcro di san Costabile fu arretrato dall'originaria posizione per collocarlo al di sotto dell'altare del SS. Sacramento, dove riposa tuttora.